# Beam vs. Cyrus
Beam vs. Cyrus war ein deutsches Trance-Projekt, bestehend aus Michael Urgacz (DJ Beam, † 2022) und Cyrus Sadeghi-Wafa (DJ Cyrus).

## Karriere
Cyrus Sadeghi-Wafa wurde 1975 in Teheran geboren und zog 1980 mit seinen Eltern nach Deutschland. Er produzierte 1991 auf einem Amiga 500 erste Demos. 1995 veröffentlichte er seine erste komplett selbst produzierte EP Cyrus - Upstart EP. Ein Jahr später erschien Moonlight, eine Kooperation von Cyrus & The Joker mit Vocals von Nino de Angelo. 1998 hatte das Projekt mit Milky Way einen sehr erfolgreichen Club-Hit und machte den A&R-Manager Beam auf sich aufmerksam, der zuvor bereits Charterfolge mit dem Trance-Projekt Beam & Yanou hatte. Zusammen veröffentlichten sie 1999 die Single Launch in Progress, welche Platz 63 in den deutschen Singlecharts erreichte.
2003 erschien ihr bisher größter Hit, U Can’t Touch This, der auf dem 1990er-Hit von MC Hammer basiert und auf Platz 22 in den deutschen Charts kam. Das Duo Beam vs. Cyrus hat auch einige Remixe unter anderem von Cosmic Gate, Airscape und Lange produziert.

## Diskografie

### Alben
- 2003: Lifestyle

### Singles
- 1999: Launch In Progress (mit The Joker)
- 2000: Thunder In Paradise
- 2001: Take This Sound (Out of My Head)
- 2001: Calling Mars (als Docking Station)
- 2001: Lifestyle
- 2002: All Over The World
- 2003: U Can’t Touch This (feat. MC Hammer)

### Remixe
- 1999: Cosmic Gate – Mental Atmosphere
- 1999: Airscape – L’Esperanza
- 2001: E Nomine − Mitternacht
- 2001: Des Mitchell – The World Is Yours
- 2002: Lange – Drifting Away
- 2002: Cappella – U Got 2 Know
- 2002: Happy DJ’s – Happy People
- 2002: Noémi – When Angels Kiss
- 2002: E Nomine – Das Tier In Mir
- 2003: Ziggy X – Bassdusche